# みらクりあんず
みらクりあんずは、東京女子プロレスの中島翔子と坂崎ユカのタッグチーム。

## 来歴
元は東京女子プロレス初期より、お互い元芸人ということもあり「闘うコメディアンズ」としてタッグを組み、試合のほか大会開始前の前説も担当していた。
2017年8月、TOKYOプリンセスタッグ王座の初代王座決定トーナメント開催に合わせタッグ名を「みらクりあんず」に改める。
9月～10月にかけて行われたトーナメントを制し、TOKYOプリンセスタッグ王座の初代王者組となる。

## 合体技
- マルメコミアンズ

坂崎が飛び付き式の回転エビ固めを仕掛け、そこに中島がジャックナイフ式エビ固めを決めてホールドする。技を途中でかわされた際は互いのポジションを逆にして極める。

## 獲得タイトル
- TOKYOプリンセスタッグ王座（初代）